# Карааге
Карааге (яп. から揚げ, 空揚げ, 唐揚げ) — страва японської кухні, що являє собою смажену у фритюрі курку; також слугує загальною назвою для техніки глибокого просмаження у фритюрі інших, окрім курки, продуктів — різноманітного м'яса, риби, морепродуктів і навіть овочів.

## Опис
Принцип приготування — порізати основний продукт на невеликі шматки, які маринуються не більш ніж 30 хвилин. Після шматки обкатуються у борошні (зазвичай пшеничному) або крохмалі та починають смажити у фритюрі. Процес смаження одного шматка має займати всього декілька хвилин. В результаті готова страва має хрустку скоринку, але м'яку та соковиту середину. Може подаватися з гарніром (вареним рисом) як основна страва, так і сама по собі як закуска.

## Галерея
|               |
| Карааге-курка |

|                 |
| Карааге-кальмар |

|                   |
| Карааге-восьминіг |